# Straßenbahn Mailand–Binasco–Pavia
| Der Straßenbahnhof in Binasco, 1910 |         |                           |                           |
| |         |                           |                           |
| Streckenlänge: | 34 km   |                           |                           |
| Spurweite: | 1445 mm |                           |                           |
| |         |                           |                           |
| \| \| \| Milano Porta Lodovica \| \| \| \| Straßenbahn Mailand \| \| \| \| Milano Porta Ticinese \| \| \| \| Straßenbahn Mailand \| \| \| \| Milano Via Torricelli \| \| \| \| Südliche Gürtelbahn \| \| \| \| Isola dei Pescatori \| \| \| \| Chiesa Rossa \| \| \| \| Conca Fallata \| \| \| \| Cascina Annone \| \| \| \| Valle Ambrosia \| \| \| \| Cassino Scanasio \| \| \| \| Rozzano \| \| \| \| Moirago \| \| \| \| Badile \| \| \| \| Naviglio Grande \| \| \| \| Binasco \| \| \| \| Casarile \| \| \| \| Villa Rasca \| \| \| \| Conca Nivolta \| \| \| \| Giovenzano \| \| \| \| Torre del Mangano \| \| \| \| Conca Cassinisio \| \| \| \| Bahnstrecke Mailand–Genua \| \| \| \| von Sant’Angelo \| \| \| \| Bahnstrecke Pavia–Mantua \| \| \| \| Pavia Porta Milano \| \| \| \| Pavia Piazza Petrarca \| |         |                           |                           |
| U-Bahn-Kopfbahnhof Streckenanfang (Strecke außer Betrieb) |         | Milano Porta Lodovica     | Milano Porta Lodovica     |
| U-Bahn-Abzweig ehemals geradeaus und von rechts |         | Straßenbahn Mailand       | Straßenbahn Mailand       |
| U-Bahn-Haltepunkt / Haltestelle |         | Milano Porta Ticinese     | Milano Porta Ticinese     |
| U-Bahn-Abzweig ehemals geradeaus und nach links |         | Straßenbahn Mailand       | Straßenbahn Mailand       |
| U-Bahn-Haltepunkt / Haltestelle (Strecke außer Betrieb) |         | Milano Via Torricelli     | Milano Via Torricelli     |
| U-Bahn-Kreuzung mit Eisenbahn geradeaus unten (Strecke geradeaus außer Betrieb) |         | Südliche Gürtelbahn       | Südliche Gürtelbahn       |
| U-Bahn-Haltepunkt / Haltestelle (Strecke außer Betrieb) |         | Isola dei Pescatori       | Isola dei Pescatori       |
| U-Bahn-Haltepunkt / Haltestelle (Strecke außer Betrieb) |         | Chiesa Rossa              | Chiesa Rossa              |
| U-Bahn-Haltepunkt / Haltestelle (Strecke außer Betrieb) |         | Conca Fallata             | Conca Fallata             |
| U-Bahn-Haltepunkt / Haltestelle (Strecke außer Betrieb) |         | Cascina Annone            | Cascina Annone            |
| U-Bahn-Haltepunkt / Haltestelle (Strecke außer Betrieb) |         | Valle Ambrosia            | Valle Ambrosia            |
| U-Bahn-Haltepunkt / Haltestelle (Strecke außer Betrieb) |         | Cassino Scanasio          | Cassino Scanasio          |
| U-Bahn-Haltepunkt / Haltestelle (Strecke außer Betrieb) |         | Rozzano                   | Rozzano                   |
| U-Bahn-Haltepunkt / Haltestelle (Strecke außer Betrieb) |         | Moirago                   | Moirago                   |
| U-Bahn-Haltepunkt / Haltestelle (Strecke außer Betrieb) |         | Badile                    | Badile                    |
| U-Bahn-Brücke über Wasserlauf (Strecke außer Betrieb) |         | Naviglio Grande           | Naviglio Grande           |
| U-Bahn-Bahnhof (Strecke außer Betrieb) |         | Binasco                   | Binasco                   |
| U-Bahn-Haltepunkt / Haltestelle (Strecke außer Betrieb) |         | Casarile                  | Casarile                  |
| U-Bahn-Haltepunkt / Haltestelle (Strecke außer Betrieb) |         | Villa Rasca               | Villa Rasca               |
| U-Bahn-Haltepunkt / Haltestelle (Strecke außer Betrieb) |         | Conca Nivolta             | Conca Nivolta             |
| U-Bahn-Haltepunkt / Haltestelle (Strecke außer Betrieb) |         | Giovenzano                | Giovenzano                |
| U-Bahn-Haltepunkt / Haltestelle (Strecke außer Betrieb) |         | Torre del Mangano         | Torre del Mangano         |
| U-Bahn-Haltepunkt / Haltestelle (Strecke außer Betrieb) |         | Conca Cassinisio          | Conca Cassinisio          |
| U-Bahn-Kreuzung mit Eisenbahn geradeaus unten (Strecke geradeaus außer Betrieb) |         | Bahnstrecke Mailand–Genua | Bahnstrecke Mailand–Genua |
| U-Bahn-Abzweig geradeaus und von links (Strecke außer Betrieb) |         | von Sant’Angelo           | von Sant’Angelo           |
| U-Bahn-Kreuzung mit Eisenbahn geradeaus oben (Strecke geradeaus außer Betrieb) |         | Bahnstrecke Pavia–Mantua  | Bahnstrecke Pavia–Mantua  |
| U-Bahn-Haltepunkt / Haltestelle (Strecke außer Betrieb) |         | Pavia Porta Milano        | Pavia Porta Milano        |
| U-Bahn-Kopfbahnhof Streckenende (Strecke außer Betrieb) |         | Pavia Piazza Petrarca     | Pavia Piazza Petrarca     |

Die Straßenbahn Mailand–Binasco–Pavia war eine Überlandstraßenbahn, die von 1880 bis 1936 die zwei lombardischen Provinzhauptstädte Mailand und Pavia verband.

## Geschichte
Die mit Dampf betriebene Strecke zwischen den zwei Städten wurde am 23. Juli 1880 durch die belgische Gesellschaft Société des Tramways et Chemins de fer economiques de la Haute Italie in Betrieb genommen. Nach wenigen Jahren wurde der Betrieb von der Società per le Ferrovie del Ticino (SFT) übernommen.
In den 1930er Jahren wurden alle die von der SFT in den Provinzen Novara, Pavia und Vercelli betrieben Strecken schrittweise stillgelegt. Nur die Strecke von Mailand nach Pavia wurde ausnahmsweise erhalten, aber von der Società Anonima del Tramway Milano-Magenta-Castano (MMC) übernommen. 
Dampfbetriebene Straßenbahnen in Italien standen trotzdem vor dem Aus: Am 29. Februar 1936 wurde der Betrieb der Strecke eingestellt und durch eine Omnibuslinie ersetzt.

## Kurzbeschreibung
Die Strecke war eingleisig und nicht elektrifiziert. Es wurden Vignolschienen verwendet mit der in Italien für Straßenbahnen üblichen Spurweite von 1445 mm.
Die Strecke begann in Mailand bei dem Stadttor Porta Lodovica im Süden der Stadt und folgte dem Verlauf der Ringstraße bis zum Porta Ticinese. Ab dort folgte sie der Provinzialstraße nach Pavia (spätere Staatsstraße 35) entlang des damaligen Schifffahrtskanals Naviglio Grande. Der Endbahnhof in Pavia befand sich auf der heutigen Piazza Petrarca in der Altstadt.
Die Gesamtlänge der Strecke betrug 34 km.